# Darci Vargas

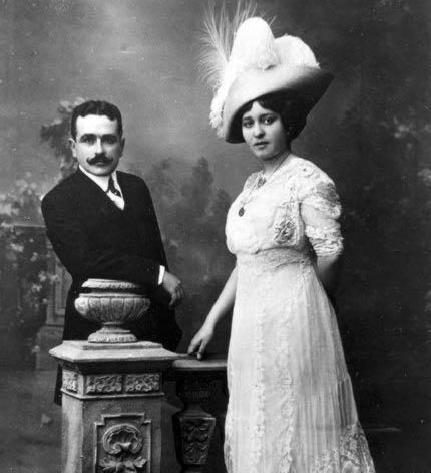
Getúlio und Darci Vargas (1911)

Darci Sarmanho Vargas (* 12. Dezember 1895 in São Borja; † 25. Juni 1968 in Rio de Janeiro) war ab März 1911 die Gattin des brasilianischen Politikers Getúlio Vargas.